# Mary Garden

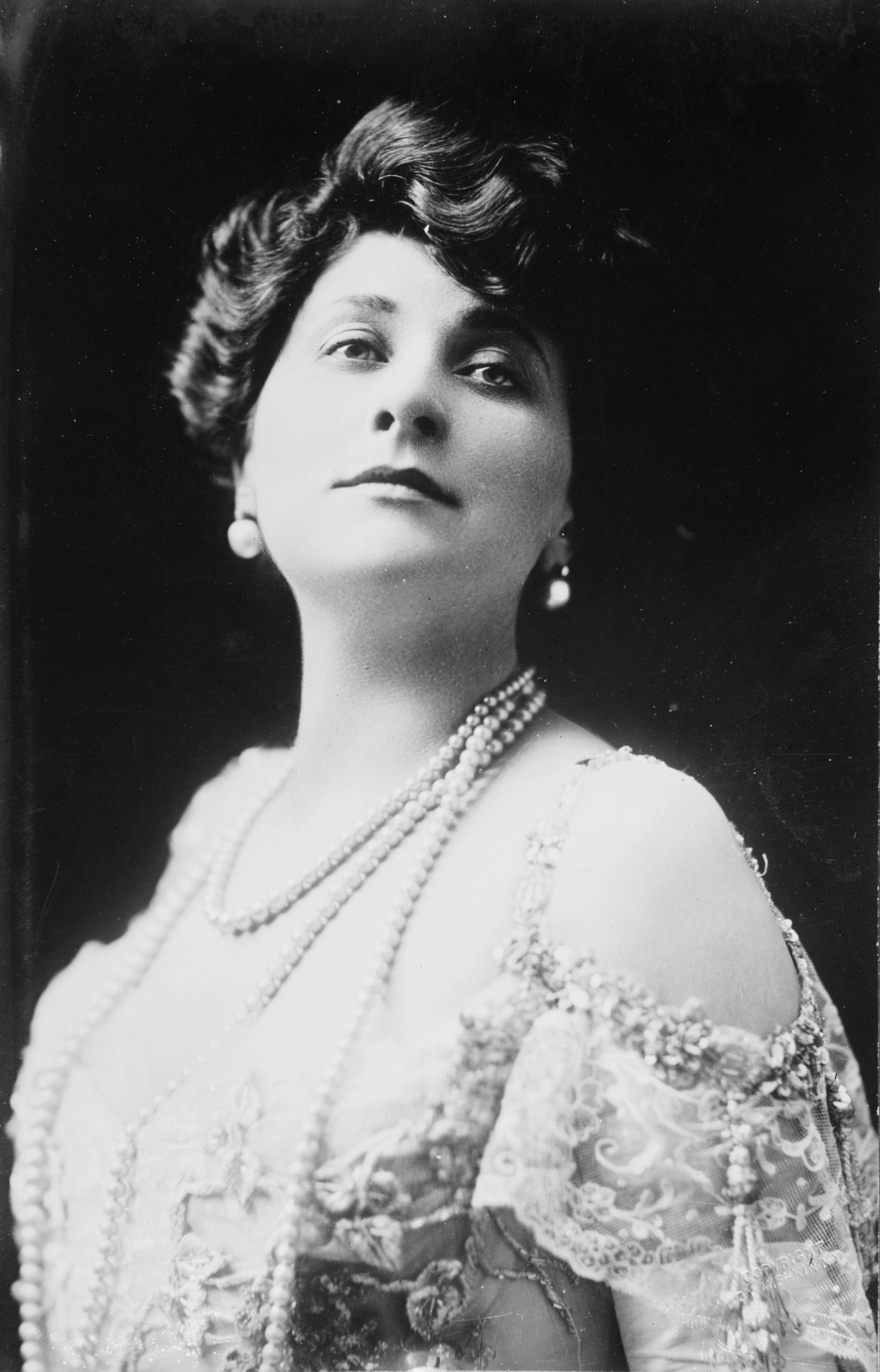
Mary Garden

Mary Garden, född 20 februari 1874 i Aberdeen i Skottland, död 3 januari 1967 i Inverurie nära Aberdeen, var en brittisk operasångare.
Mary Garden växte upp i Amerika, fick sin utbildning i Paris, och debuterade 1900 i Gustave Charpentiers Louise. Hon var därefter knuten till Opéra-Comique, och blev 1910 upptagen i Chicago Opera Company, i vars ledning hon en tid deltog. 1902 sjöng hon Mélisande vid urpremiären på Debussys opera Pelléas och Mélisande.